# Amtsbezirk Weyer
Der Amtsbezirk Weyer war eine Verwaltungseinheit im Traunkreis in Oberösterreich.
Der Amtsbezirk war der Kreisbehörde in Steyr unterstellt und besorgte deren Amtsgeschäfte vor Ort. Die Zuständigkeit erstreckte sich neben Weyer auf die damaligen Gemeinden Gaflenz, Großraming, Laussa, Losenstein, Neustift und Reichraming und umfasste damals 2 Märkte und 42 Dörfer.